# Yi (volk)
Het Yi-volk (een eigennaam in het Liangshan dialect: ꆈꌠ, officiële transcriptie: Nuosu, IPA: /nɔ̄sū/; de oudere naam "Lolo" wordt nu als kwetsend beschouwd) is een moderne etnische minderheid in China, Vietnam en Thailand. Hun aantal bedraagt ongeveer 9 miljoen. Hiermee vormt het Yi-volk de op-zes-na grootste van 56 etnische minderheden die officieel worden erkend door de Volksrepubliek China. Ze leven voornamelijk in de landelijke gebieden van Sichuan, Yunnan, Guizhou, and Guangxi, voornamelijk in bergachtige gebieden.
De Yi spreken Yi, een Tibeto-Birmaanse taal die verwant is aan het Birmees. Ze hebben een eigen syllabisch schrift.

## Geschiedenis
Volgens de legende stammen de Yi af van het oude Qiang-volk uit West-China. Van dit volk wordt verhaald dat ze ook de voorouders zijn van de Tibetanen, de Naxi en de Qiang. Ze migreerden vanuit Zuidoost-Tibet naar Sichuan en Yunnan, waar de grootste populaties ook tegenwoordig nog kunnen worden aangetroffen.
Al gauw ontstond er in het gebied dat tegenwoordig de provincies Sichuan, Yunnan en Guizho beslaat een machtige Yi-gemeenschap, waarvan de belangrijkste groepen de Yelang (in het gebied van de huidige stad Zunyi) en Dian (in het gebied van de huidige stad Kunming) waren. Tijdens de periode van Westelijke Han-dynastie trok Chinese keizer Wu Di de banden met de Yi-gemeenschap aan door de leider van de Dian met de koningstitel te bekleden en het gebied onderdeel te maken van de bestuurlijke indeling van het Chinese keizerrijk.  
De religie van de Yi was een vorm van animisme en werd geleid door een sjamaan (een soort priester), die bekendstaat als de Bimaw. Er bestaan nog enkele oude religieuze teksten die zijn geschreven in een eigen, unieke pictografische schrift. De religie van de Yi bevat ook veel elementen uit het daoïsme en het boeddhisme.
Veel Yi in het noordwesten van Yunnan hadden een ingewikkelde vorm van slavernij. Mensen werden onderverdeeld in de nuohuo of zwarte Yi, de edelen, en de qunuo of witte Yi, het gewone volk. Witte Yi en mensen van andere etnische minderheden werden gehouden als slaven. Hogere slaven mochten op hun eigen land werken, zelf slaven houden en konden uiteindelijk hun vrijheid kopen.